# Abell Catalog of Planetary Nebulae

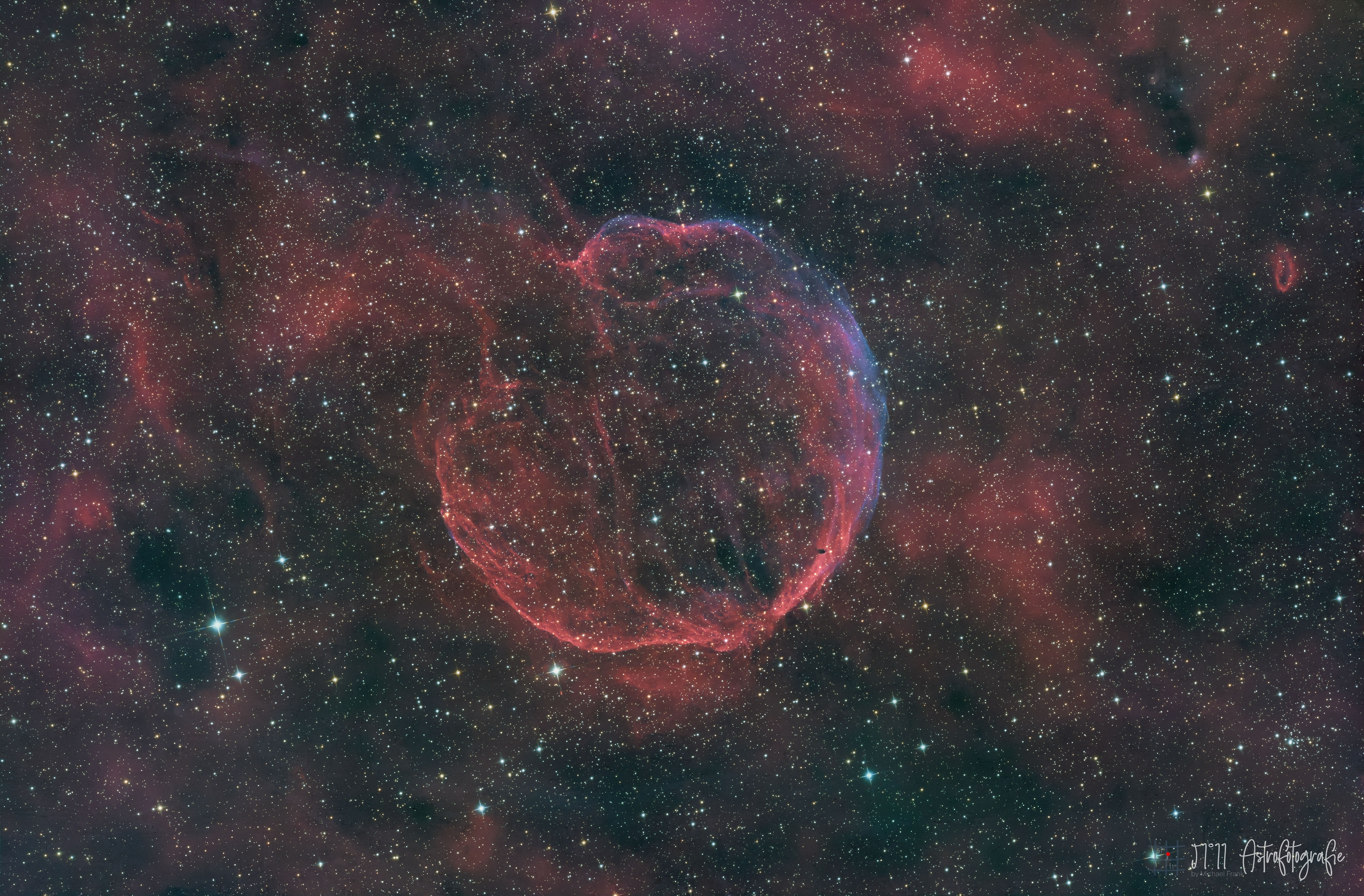
Abell 85, auch als CTB 1 bekannt, ist ein Supernova-Überrest etwa 10.000 bis 11.000 Lichtjahre von der Erde entfernt.

Der Abell Catalog of Planetary Nebulae (engl. für Abell-Katalog Planetarischer Nebel) ist ein astronomischer Katalog mit Planetarischen Nebeln, der von George Ogden Abell zusammengestellt und 1966 veröffentlicht wurde.
Der Katalog listet Objekte auf, die bis August 1955 im Rahmen des Palomar Observatory Sky Survey am gleichnamigen Observatorium auf fotografischen Platten identifiziert wurden, die mit dem Oschin-Schmidt-Teleskop mit einer Apertur von 48 Zoll (1,2 Meter) belichtet wurden. Im Jahr 1955 veröffentlichte Abell eine vorläufigen Liste mit 73 der entdeckten Objekte in den PASP, zusammen mit einigen Kugelsternhaufen. Im Jahr 1966 publizierte Abell dann im Astrophysical Journal unter dem Titel Properties of Some Old Planetary Nebulae eine Übersicht mit 86 Objekten, die bei der Durchmusterung entdeckt und provisorisch als Planetarische Nebel klassifiziert worden waren. Etwa die Hälfte der Objekte im Katalog wurde von Albert George Wilson entdeckt, der Rest von George Ogden Abell, Robert G. Harrington und Rudolph Minkowski. Vier der Objekte im Katalog sind in älteren Katalogen zu finden: Abell 50 ist NGC 6742, Abell 75 ist NGC 7076, Abell 37 ist IC 972 und Abell 81 ist IC 1454. Sieben Einträge im Katalog wurden später nicht als Planetarische Nebel bestätigt: Abell 11 (Reflexionsnebel), Abell 32 (Plattenfehler), Abell 76 (Ringgalaxie PGC 85185) und Abell 85 (Supernovaüberrest CTB 1, bereits in Abells Publikation 1966 erwähnt) sowie Abell 9, Abell 17 (Plattenfehler) und Abell 64.
Planetarische Nebel aus dieser Liste sind am besten mit einem Teleskop mit großer Öffnung und einem OIII-Filter zu beobachten.